# Garcia Fernandes

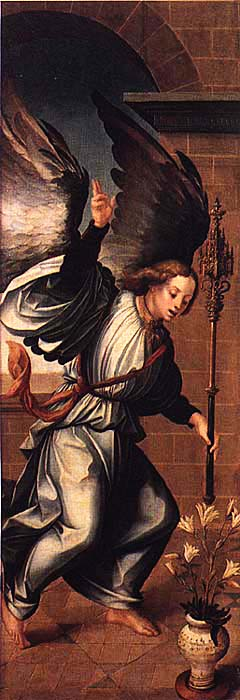
Ángel de la anunciacióm obra de Garcia Fernandes que se puede admirar en el Museo Machado de Castro de Coímbra

Garcia Fernandes (?-1565) fue un pintor renacentista portugués. Al igual que muchos de los pintores de la época fue uno de los alumnos en la escuela lisboeta de Jorge Afonso, pintor real de Manuel I de Portugal.

## Biografía
En la década de 1530 trabajó en Coímbra para el Convento de Santa Clara y el Monasterio de Santa Cruz. Entre 1533 y 1534, junto con Cristóvão de Figueiredo y Gregório Lopes, fue responsable de llevar a cabo los tres retablos del Monasterio de Ferreirim, cerca de Lamego. Más tarde pintó los paneles para el crucero de la Iglesia de San Francisco en Évora.
En Lisboa llevó a cabo el retablo del Convento de Trindade y la mesa redonda en la Capilla de San Bartolomé en la Catedral la ciudad, así como el gran cuadro al óleo: Las bodas de Saint Alexis (también conocidas como Las bodas del Rey Manuel).
García Fernández se casó en 1518 y tuvo al menos nueve hijos. Sus pinturas pueden verse en varias iglesias y monasterios en todo Portugal, así como en el Museo Nacional de Arte Antiguo de Lisboa y el Museo Machado de Castro de Coímbra.